# Bruguieria rhedii
Bruguieria rhedii là một loài thực vật có hoa trong họ Rhizophoraceae. Loài này được Blume mô tả khoa học đầu tiên năm 1849.